# Élections sénatoriales de 2011 en Indre-et-Loire
Les élections sénatoriales en Indre-et-Loire ont lieu le dimanche 25 septembre 2011. Elles ont pour but d'élire les sénateurs représentant le département au Sénat pour un mandat de six années.

## Contexte départemental
Lors des élections sénatoriales du 23 septembre 2001 en Indre-et-Loire, trois sénateurs ont été élus selon un scrutin proportionnel : Yves Dauge (PS), Marie-France Beaufils (PCF) et Dominique Leclerc (RPR).
Depuis, tous les effectifs du collège électoral des grands électeurs ont été renouvelés, avec les élections législatives françaises de 2007, les élections européennes de 2009, les élections régionales françaises de 2010, les élections cantonales de 2008 et 2011 et les élections municipales françaises de 2008.

## Rappel des résultats de 2001
| Tête de liste  | Tête de liste          | Liste          | Voix  | %      | Sièges |
| -------------- | ---------------------- | -------------- | ----- | ------ | ------ |
|                | Yves Dauge             | PS-PCF         | 570   | 42,28  | 2      |
|                | Dominique Leclerc      | RPR-DL         | 482   | 35,76  | 1      |
|                | Jean Delaneau          | DL-UDF         | 138   | 10,24  |        |
|                | Joël Pélicot           | UDF            | 86    | 6,38   |        |
|                | Joël Thalineau         | Verts          | 50    | 3,71   |        |
|                | Jean-Jacques Prodhomme | LO             | 9     | 0,67   |        |
|                | Mario-Joseph Ferretti  | UCF            | 6     | 0,45   |        |
|                | Jean Verdon            | FN             | 5     | 0,37   |        |
|                | Agnès Belbeoch         | MNR            | 2     | 0,15   |        |
|                |                        |                |       |        |        |
| Inscrits       | Inscrits               | Inscrits       | 1 367 | 100,00 |        |
| Abstentions    | Abstentions            | Abstentions    | 7     | 0,51   |        |
| Votants        | Votants                | Votants        | 1 360 | 99,49  |        |
| Blancs et nuls | Blancs et nuls         | Blancs et nuls | 12    | 0,88   |        |
| Exprimés       | Exprimés               | Exprimés       | 1 348 | 98,61  |        |

## Sénateurs sortants
| Sénateur | Sénateur              | Parti | Fonctions lors de l'élection en 2001                   |
| -------- | --------------------- | ----- | ------------------------------------------------------ |
|          | Marie-France Beaufils | PCF   | Conseillère régionale, maire de Saint-Pierre-des-Corps |
|          | Yves Dauge            | PS    | Député, maire de Chinon                                |
|          | Dominique Leclerc     | RPR   | Sénateur sortant, maire de La Ville-aux-Dames          |

## Présentation des candidats et des suppléants
Les nouveaux représentants sont élus pour une législature de 6 ans au suffrage universel indirect par les 1444 grands électeurs du département. En Indre-et-Loire, les sénateurs sont élus au scrutin majoritaire à deux tours. Leur nombre reste inchangé, 3 sénateurs sont à élire. Ils sont 7 candidats dans le département, chacun avec un suppléant. Le sénateur Yves Dauge (PS), adjoint au maire  de Chinon, ne se représente pas.
| T/S | Candidats | Candidats                | Parti | Principale fonction                                 |
| --- | --------- | ------------------------ | ----- | --------------------------------------------------- |
| T   |           | Marie-France Beaufils    | PCF   | Sénatrice sortante, maire de Saint-Pierre-des-Corps |
| S   |           | Jacky Charbonnier        | PCF   | Conseiller général, maire d'Orbigny                 |
| T   |           | Jean Germain             | PS    | Vice-président du conseil régional, maire de Tours  |
| S   |           | Stéphanie Riocreux       | PS    | Maire de Benais                                     |
| T   |           | Jean-Jacques Filleul     | PS    | Maire de Montlouis                                  |
| S   |           | Martine Chaigneau        | PS    | Conseillère générale, maire de Souvigné             |
| T   |           | Dominique Leclerc        | UMP   | Sénateur sortant                                    |
| S   |           | Nadège Arnault           | UMP   | Conseillère générale, maire de Theneuil             |
| T   |           | Pierre Louault           | NC    | Conseiller général, maire de Chédigny               |
| S   |           | Isabelle Sénéchal        | NC    | Maire de Saint-Laurent-en-Gâtines                   |
| T   |           | Yolande de la Cruz       | DVD   |                                                     |
| S   |           | Philippe Bruneau         | DVD   | Maire de Verneuil-sur-Indre                         |
| T   |           | Gilles Godefroy          | FN    | Conseiller régional                                 |
| S   |           | Fabien-Emmanuel Poussard | FN    |                                                     |

## Résultats
| Candidat et parti politique | Candidat et parti politique | Candidat et parti politique | Premier tour | Premier tour | Second tour | Second tour |
| Candidat et parti politique | Candidat et parti politique | Candidat et parti politique | Voix         | %            | Voix        | %           |
| --------------------------- | --------------------------- | --------------------------- | ------------ | ------------ | ----------- | ----------- |
|                             | Jean Germain                | PS                          | 698          | 49,33        | 745         | 52,69       |
|                             | Marie-France Beaufils       | PCF                         | 697          | 49,26        | 738         | 52,19       |
|                             | Jean-Jacques Filleul        | PS                          | 665          | 47,00        | 732         | 51,77       |
|                             | Dominique Leclerc           | UMP                         | 598          | 42,26        | 661         | 46,75       |
|                             | Pierre Louault              | NC                          | 468          | 33,07        | Retrait     | Retrait     |
|                             | Yolande de la Cruz          | DVD                         | 277          | 19,58        | Retrait     | Retrait     |
|                             | Gilles Godefroy             | FN                          | 43           | 3,04         | 47          | 3,32        |
|                             |                             |                             |              |              |             |             |
| Inscrits                    | Inscrits                    | Inscrits                    | 1 444        | 100,00       | 1 444       | 100,00      |
| Abstentions                 | Abstentions                 | Abstentions                 | 5            | 0,35         | 11          | 0,76        |
| Votants                     | Votants                     | Votants                     | 1 439        | 99,65        | 1 433       | 99,24       |
| Blancs et nuls              | Blancs et nuls              | Blancs et nuls              | 24           | 1,66         | 19          | 1,32        |
| Exprimés                    | Exprimés                    | Exprimés                    | 1 415        | 97,99        | 1 414       | 97,92       |